# Distretto di Opatów
Il distretto di Opatów (in polacco powiat opatowski) è un distretto polacco appartenente al voivodato della Santacroce.

## Geografia antropica

### Suddivisioni amministrative
Il distretto comprende 8 comuni.
- Comuni urbano-rurali: Opatów, Ożarów
- Comuni rurali: Baćkowice, Iwaniska, Lipnik, Sadowie, Tarłów, Wojciechowice